# Serpoleskea confervoides
Serpoleskea confervoides là một loài rêu trong họ Amblystegiaceae. Loài này được Brid. Loeske mô tả khoa học đầu tiên năm 1904.